# Valentin Retailleau
Valentin Retailleau (ur. 18 czerwca 2000 w Limoges) – francuski kolarz szosowy.

## Osiągnięcia
Opracowano na podstawie:

2017
- 2. miejsce w Grand Prix Bob Jungels

2018
- 2. miejsce na 2. etapie Tour des Portes du Pays d’Othe (jazda drużynowa na czas)
- 1. miejsce w Tour de Gironde
  - 1. miejsce na 2. etapie
- 2. miejsce w SPIE Internationale Juniorendriedaagse
  - 1. miejsce na 4. etapie
- 1. miejsce na etapie 2a Aubel-Thimister-Stavelot
- 1. miejsce na 3. etapie Ronde des Vallées
- 1. miejsce w klasyfikacji górskiej Grand Prix Rüebliland
  - 1. miejsce na 4. etapie

2021
- 1. miejsce w mistrzostwach Francji U23 (start wspólny)
- 3. miejsce w Tour de Bretagne
  - 1. miejsce w klasyfikacji młodzieżowej
  - 1. miejsce na 1. etapie

2022
- 3. miejsce w Gandawa-Wevelgem U23
- 3. miejsce w Tour du Loir-et-Cher
  - 1. miejsce w klasyfikacji młodzieżowej
- 1. miejsce na 4. etapie Alpes Isère Tour
- 3. miejsce w igrzyskach śródziemnomorskich (start wspólny)

## Rankingi
| Rok             | 2019  | 2020 | 2021 | 2022 | 2023  | 2024 |
| --------------- | ----- | ---- | ---- | ---- | ----- | ---- |
| World Ranking   | 1947. | -    | 589. | 651. | 3026. | 850. |
| UCI Europe Tour | 1281. | -    | 474. | 501. | -     | -    |
|                 |       |      |      |      |       |      |
| Źródło: UCI     |       |      |      |      |       |      |